# اتاوا (ایلینوی)
اتاوا، ایلینوی (به انگلیسی: Ottawa, Illinois) یک شهر در ایالات متحده آمریکا با جمعیت ۱۸٬۵۶۳ نفر است که در ایلی‌نوی واقع شده‌است.

## موقعیت جغرافیایی
موقعیت جغرافیایی شهرها و مناطق اطراف به شرح زیر است: